# 더 브래디 번치
《더 브래디 번치》(영어: The Brady Bunch 더 브레이디 번치[*], 영어 발음: /ˈbreɪdi/)는 ABC에서 1969년부터 1974년까지 방영한 미국의 시트콤이다.
한국에서는 1976년 MBC에서 개구장이 6남매라는 제목으로 방영하였으며, 오늘날엔 한글 맞춤법에 따른 개구쟁이 6남매로도 표기하고 있다.
아들 셋, 딸 셋을 둔 의붓가정의 일상을 다룬다.